# Rosa arensii
Rosa arensii es una especie de planta del género Rosa, de la familia Rosaceae.

## Taxonomía
Rosa arensii fue descrita por Juz. y Galushko en 1960.

## Distribución
Se encuentra en el territorio de Cáucaso septentrional.